# Museo della macchina per caffè
El museo della macchina per caffè (en español, museo de la máquina de café) también conocido como MuMAC es un espacio de exposición dedicado a la historia, la tecnología, el diseño y la cultura de la máquina de café expreso. Se encuentra en Via P. Neruda, en Binasco, en la provincia de Milán. 
Diseñado por el Grupo Cimbali para celebrar sus 100 años de actividad, el MuMAC se inauguró el 12 de octubre de 2012. 

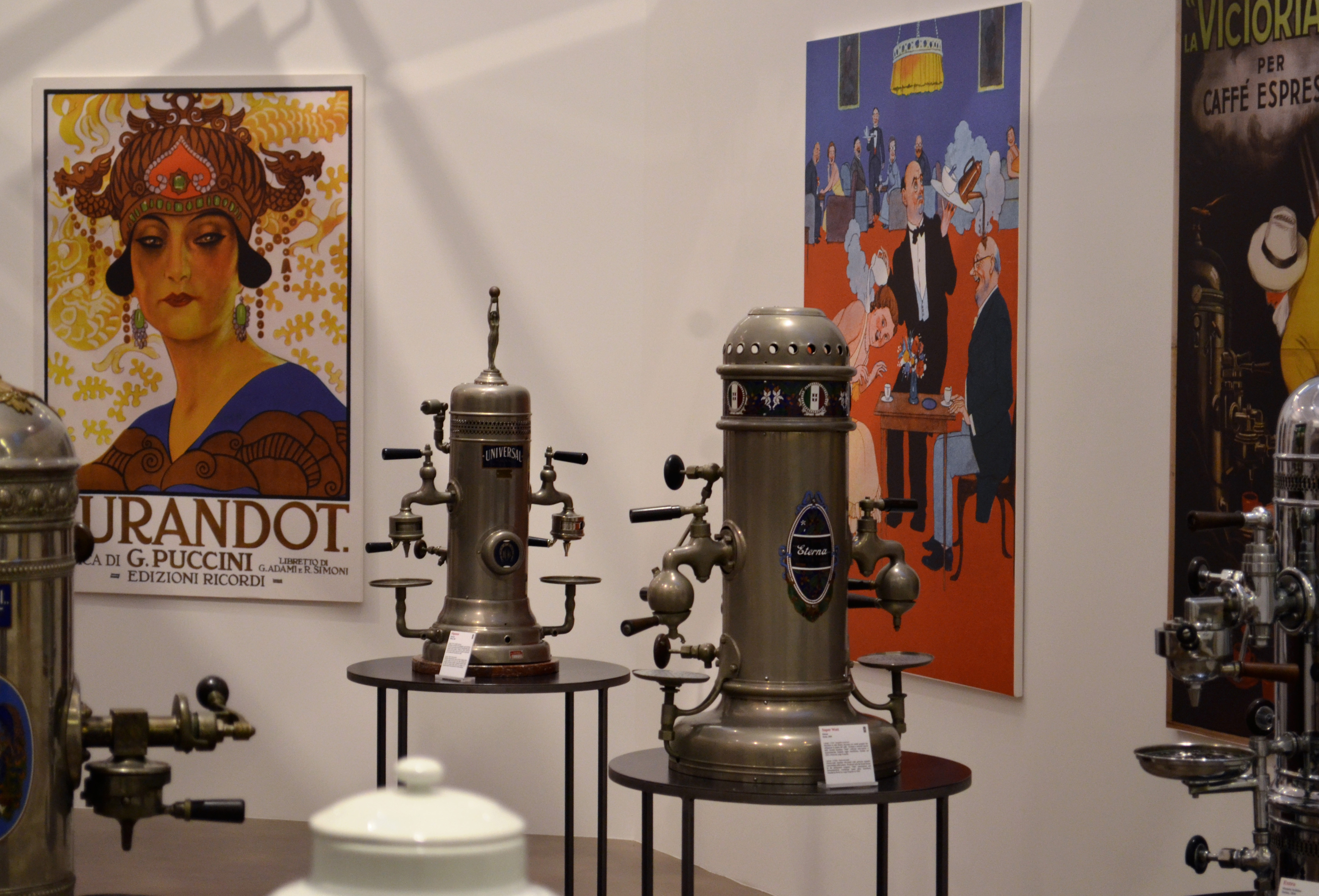
Modelos antiguos

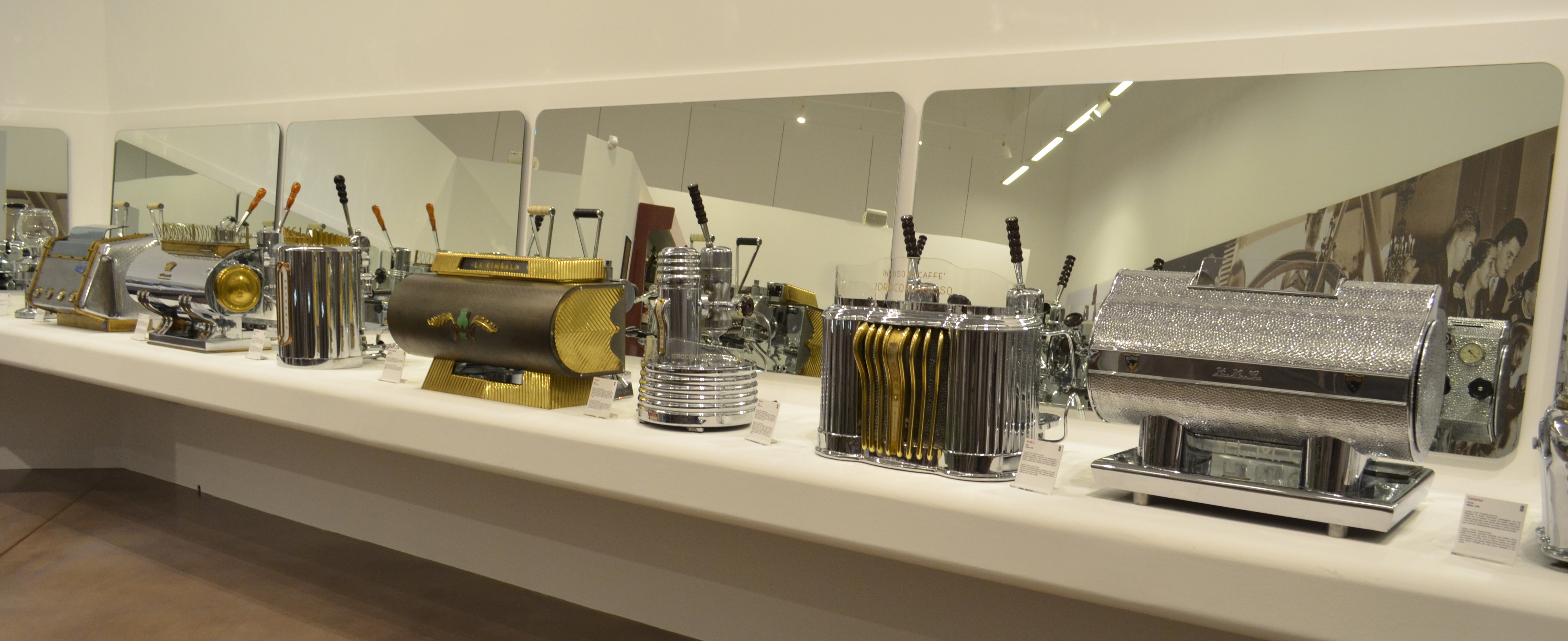
La invención de la palanca (1940-1950).

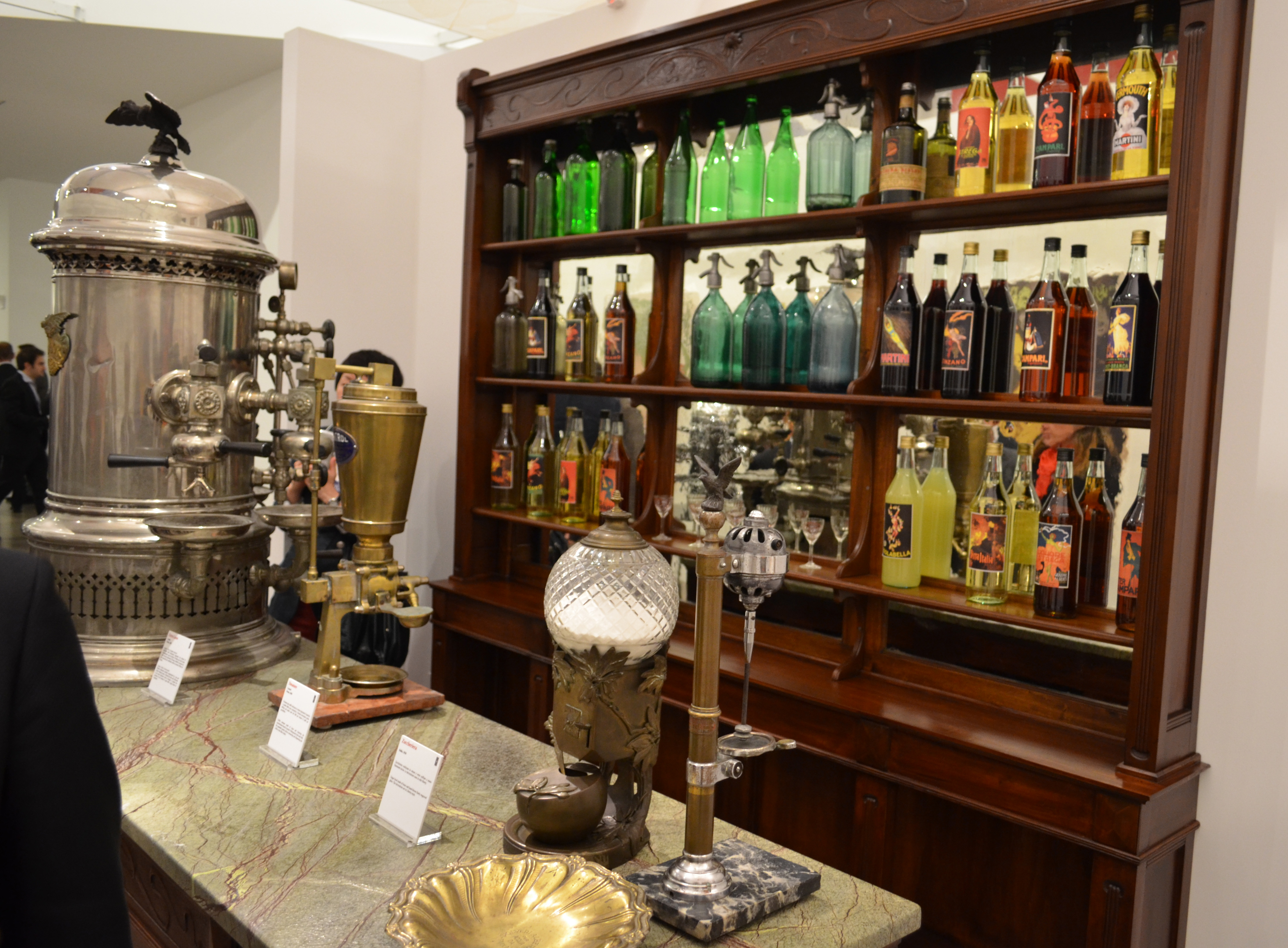
Barra de bar de estilo Liberty.

## Arquitectura
El proyecto es obra del diseñador Valerio Cometti y el arquitecto Paolo Balzanelli, quien renovó el espacio utilizado anteriormente como almacén de repuestos.  El exterior del edificio se caracteriza por una fachada con listones de metal curvados del color "rojo Cimbali".  Mientras que en el interior, desarrollado en una superficie de aproximadamente 1700 metros cuadrados, los tragaluces iluminan el blanco de las paredes y los techos (de más de 8 metros de altura) con un entresuelo: en contraste, el piso es de color sepia, que recuerda al color de café. Según la editorial china Jtart, el museo ha sido reconocido como uno de los 101 edificios más hermosos del mundo.

## Espacio museístico
Está diseñado para documentar los profundos cambios que esta máquina, icono del Made in Italy, ha experimentado desde finales del siglo XIX hasta nuestros días. El recorrido del museo está dividido en seis períodos históricos: "albores", "época racionalista ", "invención de la palanca", "Bajo las banderas del diseño", "Dimensión internacional" y "Nuevo milenio". 

### Colección
La colección consiste en el Archivo (libros, documentos, objetos) y la colección Enrico Maltoni junto con la colección Cimbali (más de 200 máquinas de espresso para bares) en exhibición permanente.  Los modelos de máquina se muestran en un entorno que recrea las diversas fases del siglo XX.  Muchos modelos son únicos o raros o muy exitosos y están firmados por los nombres más famosos en diseño italiano como Achille Castiglioni (quien ganó el Compasso d'Oro con el modelo Pitagora en 1962), Ettore Sottsass junior o Giorgetto Giugiaro.